# Claviger raffrayi
Claviger raffrayi – chrząszcz z rodziny kusakowatych, podrodziny Pselaphinae.

## Występowanie
Występuje w Armenii i na Ukrainie.